# Questa
Questa es una villa ubicada en el condado de Taos en el estado estadounidense de Nuevo México. En el Censo de 2010 tenía una población de 1770 habitantes y una densidad poblacional de 133,19 personas por km².

## Geografía
Questa se encuentra ubicada en las coordenadas 36°43′4″N 105°35′13″O / 36.71778, -105.58694. Según la Oficina del Censo de los Estados Unidos, Questa tiene una superficie total de 13.29 km², de la cual 13.28 km² corresponden a tierra firme y (0.04%) 0.01 km² es agua.

## Demografía
Según el censo de 2010, había 1770 personas residiendo en Questa. La densidad de población era de 133,19 hab./km². De los 1770 habitantes, Questa estaba compuesto por el 69.38% blancos, el 0.34% eran afroamericanos, el 1.13% eran amerindios, el 0.34% eran asiáticos, el 0% eran isleños del Pacífico, el 25.14% eran de otras razas y el 3.67% pertenecían a dos o más razas. Del total de la población el 82.09% eran hispanos o latinos de cualquier raza.